# آزمون زبان ام‌اس‌آرتی
آزمون زبان MSRT با نام پیشین MCHE، یک آزمون زبان انگلیسی است که توسط «سازمان امور دانشجویان» وابسته به وزارت علوم، تحقیقات و فناوری ایران هر ۴۵ روز یکبار در تعدادی از شهرهای ایران برگزار می‌گردد.

## آزمون MSRT
MSRT سرواژه Ministry of Science, Research and Technology به معنی «وزارت علوم، تحقیقات و فناوری» است. این آزمون پیش از تغییر نام وزارت علوم به نام کنونی، MCHE نامیده می‌شد که سرواژه Ministry of Culture and Higher Education به معنی «وزارت فرهنگ و آموزش عالی» است.{{منبع}}

## ویژگی‌ها
از این آزمون که از آزمون‌های زبان انگلیسی داخلی در ایران به شمار می‌رود به عنوان یک آزمون تافل کوچک یاد می‌شود، لذا دانشجویان برای آمادگی در این آزمون، منابع آزمون تافل را می‌خوانند. البته چند سالی است که منابع فارسی نیز برای این آزمون منتشر شده است که داوطلبان نیازی به منابع زبان اصلی نداشته باشند.
این آزمون ویژه دانشجویان دکتری و همچنین ویژه دانشجویان پسر مقطع لیسانس می‌باشد که جهت خروج از کشور و برای ادامه تحصیل می‌بایست نمره مورد نظر را از آزمون دریافت نمایند.
مدرک این آزمون مورد تأیید وزارت علوم است و آزمون آن تقریباً هر ۴۵ روز یکبار به صورت منظم برگزار می‌گردد. کلیه دانشگاه‌های مورد تأیید وزارت علوم و همچنین دانشگاه آزاد اسلامی، این مدرک را حین مصاحبه دکتری معتبر می‌دانند.
نمره مورد نظر برای دانشجویان دکتری و عبور از ابن آزمون بسته به دانشگاه از ۵۰ به بالا می‌باشد. همچنین نمره مورد نظر برای دانشجویان لیسانس که می‌خواهند مجوز خروج از کشور را برای ادامه تحصیل را داشته باشند ۴۰ می‌باشد. مدرک این آزمون دارای ۲ سال اعتبار از زمان صدور می‌باشد.

## ثبت نام آزمون
ثبت نام این آزمون از طریق پورتال سجاد به نشانی https://portal.saorg.ir/ انجام می شود. هزینه ثبت نام آزمون در سال 1403 مبلغ 3/600/000 ریال یا 360 هزار تومان است. مراحل ثبت نام و ساخت پروفایل آزمون ام اس آر تی در سایت Azmoonzaban توضیح داده شده است. 

## محتوای آزمون
آزمون MSRT دارای ۱۰۰ سؤال 4 گزینه ای از مباحث مختلف زبان انگلیسی می‌باشد. این آزمون شامل مهارت‌ های شنیداری (Listening Comprehension)، گرامر یا دستور زبان (Structure and Written Expression)، درک مطلب (Reading Comprehension) زبان انگلیسی می‌ باشد و هدف از برگزاری این آزمون، سنجش میزان دانش زبان انگلیسی دانشجویان مقطع دکتری است.
1. ۳۰ سؤال شنیداری
2. ۳۰ سؤال گرامر
3. ۴۰ سؤال درک مطلب

این آزمون نمره منفی ندارد و همچنین دانشجویان می‌توانند در صورت نمره نگرفتن بلافاصله در دور بعد نیز شرکت نمایند. سطح امتحان MSRT در حد آزمون تافل (انگلیسی پیشرفته: Advanced) است. این آزمون شامل ۱۰۰ سؤال بوده و شرط قبولی در آزمون کسب حداقل نیمی از کل نمره آزمون است. همچنین این آزمون هر پنج هفته یکبار توسط وزارت علوم و تقریبا در سراسر کشور برگزار می‌ گردد.

## شرایط کرونا
با شیوع ویروس کرونا در ایران آزمون MSRT در سال ۹۹ فقط یک مرتبه و در مهرماه برگزار شد و سایر آزمون ها لغو گردید.